# ليوبولدو برافو
ليوبولدو برافو (بالإسبانية: Leopoldo Bravo)‏ هو محامي ودبلوماسي وسياسي أرجنتيني، ولد في 15 مارس 1919 بسان خوان في الأرجنتين، وتوفي بنفس المكان في 4 أغسطس 2006 بسبب نوبة قلبية. حزبياً، نشط في الحزب العدلي. وقد انتخب عضو مجلس الشيوخ الأرجنتيني عن دائرة سان خوان (29 نوفمبر 1995 – 9 ديسمبر 2001) وانتخب عضو مجلس الشيوخ الأرجنتيني عن دائرة سان خوان (28 نوفمبر 1986 – 9 ديسمبر 1995) وانتخب عضو مجلس الشيوخ الأرجنتيني عن دائرة سان خوان (3 مايو 1973 – 24 مارس 1976).